# Palmiro Togliatti
Palmiro Togliatti, född 26 mars 1893 i Genua, Ligurien, död 21 augusti 1964 i Jalta, Sovjetunionen, var en italiensk kommunistisk politiker.

## Biografi
Efter Benito Mussolinis maktövertagande i Italien levde Togliatti i landsflykt 1926–1944 och deltog bland annat i spanska inbördeskriget. Efter fascismens fall 1944 återvände han till Italien och blev medlem av den nya efterkrigsregeringen, 1944–1945 som vice ministerpresident och 1945–1946 som justitieminister. Han blev medlem av grundlagsförsamlingen 1946 och deputeradekammaren 1948.
Togliatti var en av grundarna (1921) och generalsekreterare i Italienska kommunistpartiet (Partito Comunista Italiano) 1947–1964. Under hans ledning blev detta kommunistparti det största i Västeuropa.
Den ryska staden Toljatti (Тольятти) är uppkallad efter Palmiro Togliatti.